# غریب‌آباد (نیک‌شهر)
غریب‌آباد، روستایی از توابع بخش مرکزی شهرستان نیک‌شهر در استان سیستان و بلوچستان ایران است.

## جمعیت
این روستا در دهستان هیچان قرار دارد و براساس سرشماری مرکز آمار ایران در سال ۱۳۹۵، جمعیت آن ۲۴۲ نفر (۶۳ خانوار) بوده‌است.